# المذهب المعمداني الجنوبي
المذهب المعمداني الجنوبي، هي طائفة مسيحية تستقر في الولايات المتحدة. وتعد من أكبر الطوائف المعمدانية في العالم، وأكبر طائفة بروتستانتية وثاني أكبر طائفة مسيحية في الولايات المتحدة، وهي أصغر من الكنيسة الكاثوليكية الرومية، حسب إحصائيات كل كنيسة عن نفسها.
تعود كلمة «الجنوبي» في «المذهب المعمداني الجنوبي» إلى أن تنظيم الطائفة كان عام 1845 في أوغستا، جورجيا، على يد المعمدانيين في الولايات المتحدة الجنوبية الذين انفصلوا عن المعمدانيين الشماليين (الذين يعرفون اليوم باسم الكنائس المعمدانية الأمريكية في الولايات المتحدة)، في قضية العبودية، إذ عارض المعمدانيون الجنوبيون بقوة إلغاءها. بعد الحرب الأهلية الأمريكية، حدث انقسام آخر عندما أقام معظم المعتَقين مجامع سوداء مستقلة، وجمعيات إقليمية، وأقاموا تجمعات وطنية ودولية، منها المذهب المعمداني الوطني، الذي أصبح ثاني أكبر مذهب معمداني في نهاية القرن التاسع عشر.
منذ أربعينيات القرن العشرين، انتشرت المعمدانية الجنوبية في الولايات، وخسرت هويتها الإقليمية، ولكنها حافظت على اسمها الأصلي. وعلى أنها لم تزل متركزة في جنوبي الولايات المتحدة، فإن لها كنائس أعضاء في أرجاء الولايات المتحدة و41 كنيسة ولائية تابعة لها. الكنائس المعمدانية الجنوبية إنجيلية في العقيدة والممارسة، ومؤكدة على أهمية تجربة التنصّر الفردي، التي يؤكدها المرء عندما ينغمس كلّيًّا في الماء في معمودية المؤمن، وهم يرفضون معمودية الأطفال. يقول التجمع المعمداني الجنوبي إن بعض المعتقدات المحددة القائمة على تفسير الكتاب المقدس قد تختلف حسب السياسة المجمعية، وأن الأبرشيات لها استقلالية محلية.
بلغ الانتماء إلى المذهب المعمداني الجنوبي قمته في عام 2006 إذ بلغ 16 مليونًا. تقلّصت العضوية بمقدار 13.6% منذ تلك السنة، ليكون عام 2020 هو العام الرابع عشر من الانحدار المستمر. انخفض متوسط حضور الكنيسة الأسبوعي في الطائفة نحو 27% بين عام 2006 وعام 2020.

## التاريخ

### الفترة الاستعمارية
معظم المعمدانيين لاأوائل في المستعمرات البريطانية كانوا آتين من إنكلترا في القرن السابع عشر، بعد أن اضطهدتهم كنيسة إنكلترا لآرائهم الدينية المخالفة. في عام 1638، أسس روجر ويليامز أول كنيسة معمدانية في أمريكا البريطانية في منشآت بروفيدنس، وهي أول مستوطنة أوروبية دائمة أسسها ويليامز في جزيرة رود. نُظّمت أقدم كنيسة في الجنوب، وهي كنيسة تشارلستون المعمدانية الأولى، عام 1682 تحت قيادة ويليام سكرفن. تأسست كنيسة معمدانية في فرجينيا عام 1715 بتبشير روبرت نوردن وكنيسة أخرى في كارولاينا الشمالية عام 1727 بتبشير بول بالمر.
اعتنق المعمدانيون سياسة مجمعية وعملوا مستقلّين عن الكنائس الأنغليكانية التابعة للدولة في الجنوب، في الوقت الذي كان فيه غير الأنغليكانيين ممنوعين من عقد مجلس سياسي. في عام 1740، كان في مستعمَرات فرجينيا وكارولاينا الشمالية والجنوبية نحو ثماني كنائس، يقدّر عدد أعضائها بين 300 و400. وكان المبشّرون المعمدانيون ينصّرون أعضاءً جددًا من السود والبيض، وقد سافروا في أرجاء الجنوب في القرنين الثامن عشر والتاسع عشر، وفي فترات الصحوتين العظيمتين الأولى والثانية.
رحّب المعمدانيون بالأمريكيين الأفارقة، أحرارًا وعبيدًا، وأتاحوا لهم أدوارًا فاعلة في الكنيسة أكثر من الطوائف الأخرى، فرخّصوا لهم أن يكونوا مبشّرين، وكانوا أحيانًا يُعاملون معاملة الأعضاء البيض. نتيجة ذلك، تأسست مجامع وكنائس سوداء في فرجينيا وكارولاينا الجنوبية قبل الثورة الأمريكية. حافت بعض المجامع السوداء على استقلالها حتى بعد محاولة البيض التسلّط عليها بعد تمرّد نات تورنرن عام 1831.

### فترة الثورة الأمريكية
قبل الثورة، كان المعمدانيون والإنجيليون الميثوديون ينشرون في الجنوب الرأي القائل إن الناس سواسية أمام الله، وكان هذا الرأي يشمل السود أحرارًا وعبيدًا. تحدّى المبشّرون هؤلاء تراتبيات الطبقة والعرق وحثّوا المستوطنين على إلغاء العبودية. ورحّبوا بالعبيد في كنيستهم وقبلوهم مبشّرين.
يحلّل إسحاق (1974) صعود الكنيسة المعمدانية في فرجينيا، ويؤكد على دور الإنجيلية والحياة الاجتماعية. كان في وقتها انقسام حادّ بين تقشّف المعمدانيين الذين يعيشون حياة بسيطة، الذي جذب الخدم والعامّة من المستوطنين، وترف المستوطنين الأنغليكانيين، وهم نخبة المالكة للعبيد الذين كانوا يتحكموا بالحكومة المحلية والاستعمارية، في ما أصبح بعد ذلك مجتمعًا للعبيد في أواخر القرن الثامن عشر. فسّر النبلاء طريقة الكنيسة المعمدانية على أنها راديكالية سياسية، ولكنها ساعدت على تحسين الفوضى. كان المعمدانيون يراقب بعضهم بعضًا من حيث السلوك الأخلاقي، لا سيما الانتهاكات الجنسية واللعن وإدمان الشراب، وكانوا ينفون الأعضاء الذين لا يتوبون.
في فرجينيا وفي معظم الولايات الجنوبية قبل الثورة، كانت كنيسة إنكلترا هي الكنيسة الرسمية وكانت تدعمها ضرائب عامة، كما هي في إنكلترا. عارضت هذه الكنيسة انتشار المعمدانيين السريع في الجنوب. لا سيما في فرجينيا، حيثُ لوحق مبشّرون معمدانيون كثر لأنهم «أرّقوا السلام» بتبشيرهم من غير رخصة من الكنيسة الأنغليكانية. دافع باترك هنري وجيمس ماديسون عن المبشرين المعمدانيين قبل الثورة الأمريكية في قضايا اعتبرت مهمة في تاريخ الحرية الدينية. في عام 1779، كتب توماس جفرسون النظام الفرجيني للحرية الديني، الذي فعّله تجمع فرجينيا العام عام 1786. ثم طبق ماديسون أفكاره وأفكار الوثيقة الفرجينية عن الحرية الدينية في الميثاق الدستوري، عندما أكد على تضمين هذه الأفكار في الدستور الوطني.
اندلع النضال من أجل التسامح الديني واشتعل أيام الثورة الأمريكية، وعمل المعمدانيون على إلغاء رسمية الكنيسة الأنغليكانية في الجنوب. يستكشف بيمان (1978) النزاع في فرجينيا، ويظهر أنه مع زيادة الكثافة السكانية، زادت محكمة المقاطعة والكنيسة الأنغليكانية سلطتهما. احتجّ المعمدانيون بقوة، وأدّى إهمال النبلاء الحاكمين لحاجة العموم إلى فوضى مجتمعية. جعل نشاط المعارضة الدينية النزاع بين الإنجيليين والنبلاء نزاعًا عنيفًا. يقول كرول سميث (1984) إن قوة الحركة الإنجيلية كانت في قدرتها على الحصول على القوة خارج البنية السلطوية المعروفة.

### الوحدة الوطنية والانقسام الإقليمي
في عام 1814، ساعد قادة مثل لوثر رايس المعمدانيين على التوحد وطنيًّا تحت ما سُمّي المؤتمر الثلاثي (لأنه يعقد كل ثلاث سنوات) في فيلادلفيا. سمح هذا المؤتمر للمعمدانيين في جمع مواردهم ودعم المبشرين خارج البلاد. تأسست جمعية التبشير الوطني، المرتبطة بالمؤتمر الثلاثي عام 1832 لدعم التبشير في المناطق الحدودية للولايات المتحدة. مع توسّط القرن التاسع عشر، كانت الاختلافات الاجتماعية والثقافية والاقتصادية والسياسية كبيرة بين أصحاب الأعمال في الشمال، والمزارعين في الغرب، والمستوطنين في الجنوب. كان أشدّ النزاعات خلافًا هو النزاع على مسألة العبودية ثم على الإرساليات.

#### الانقسام في مسألة العبودية
سادت المسائل المتعلقة بالعبودية القرن التاسع عشر في الولايات المتحدة. أسس هذا توتّرًا بين المعمدانيين في الولايات الشمالية ونظرائهم في الولايات الجنوبية، في مسألة الإعتاق. في العقدين التاليين للثورة، أيام الصحوة العظيمة الثانية، جادل المبشّرون المعمدانيون الشماليون (مع جمعية الأصدقاء والميثوديين) لإعتاق العبيد.

## وصلات خارجية
- الموقع الرسمي
- المذهب المعمداني الجنوبي على مشروع الدليل المفتوح